# Late for Nothing
| Совокупная оценка | Совокупная оценка |
| Источник          | Оценка            |
| ----------------- | ----------------- |
| Metacritic        | 68/100            |
| Оценки критиков   |                   |
| Источник          | Оценка            |
| AllMusic          | [ 3 ]             |
| Kerrang!          | [ 2 ]             |
| MetalSucks        | [ 4 ]             |
| PopMatters        | 6/10              |
| Revolver          | [ 6 ]             |
| Ultimate Guitar   | 7/10              |

Late for Nothing — третий альбом группы Iwrestledabearonce, вышедший 6 августа 2013 года на лейбле Century Media.

## Список композиций
| №                   | Название                              | Длительность |
| ------------------- | ------------------------------------- | ------------ |
| 1.                  | «Thunder Chunky»                      | 3:24         |
| 2.                  | «Letters to Stallone»                 | 3:37         |
| 3.                  | «Snake Charmer»                       | 2:43         |
| 4.                  | «Boat Paddle»                         | 3:25         |
| 5.                  | «Firebees»                            | 2:56         |
| 6.                  | «Mind the Gap»                        | 3:48         |
| 7.                  | «Carnage Asada»                       | 2:25         |
| 8.                  | «The Map»                             | 2:41         |
| 9.                  | «That's a Horse of a Different Color» | 3:34         |
| 10.                 | «I'd Buy That for a Dollar»           | 3:06         |
| 11.                 | «Inside Job»                          | 3:03         |
| 12.                 | «It Don't Make Me No Nevermind»       | 3:10         |
| Общая длительность: | Общая длительность:                   | 37:52        |

## Дополнительная информация
- 6 августа 2013 года группа выпустила клип на песню «Boat Paddle» на своей странице Facebook, что совпадает с датой выхода альбома.
- 7 августа 2013 года стало доступно полное предпрослушивание альбома (через SoundCloud). Предпрослушивание включает в себя каждую композицию из альбома, за исключением «The Map».

## Участники записи
- Стивен Брэдли — гитара, программирование, мастеринг, микширование
- Джон Гэйни — гитара, программирование
- Майки Монтгомери — ударные
- Майк «Rickshaw» Мартин — бас-гитара
- Кортни ЛаПланте — вокал